# كاثي هايت
كاثي هايت (بالإنجليزية: Kathy Hite)‏ هي لاعبة غولف أمريكية، ولدت في 8 سبتمبر 1948 في فلورنس في الولايات المتحدة.

## وصلات خارجية
- كاثي هايت على موقع رابطة لاعبات الغولف المحترفات (الإنجليزية)